# 1665 год в России

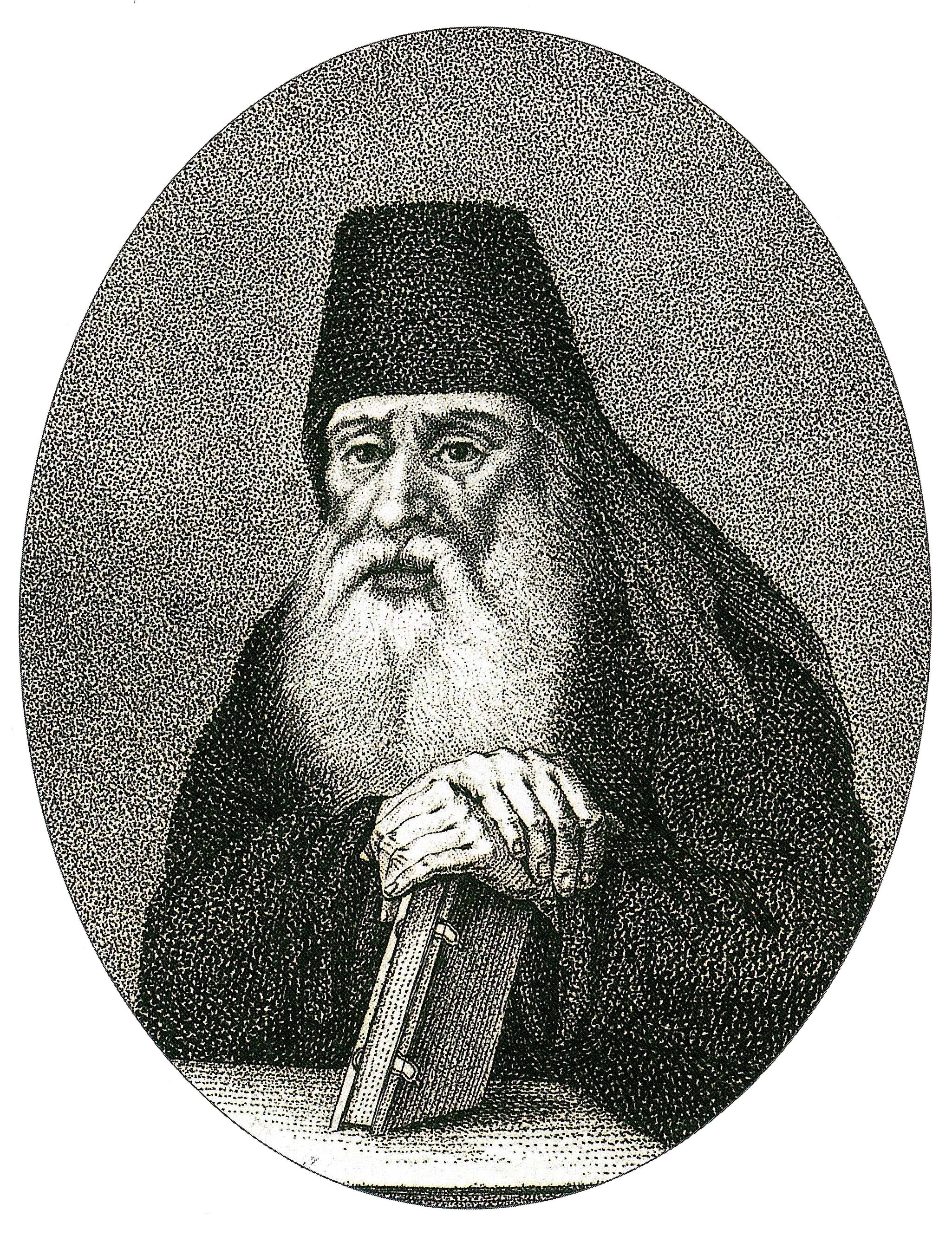
Симеон Полоцкий

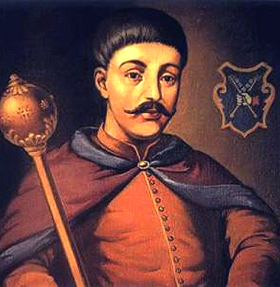
Иван Брюховецкий

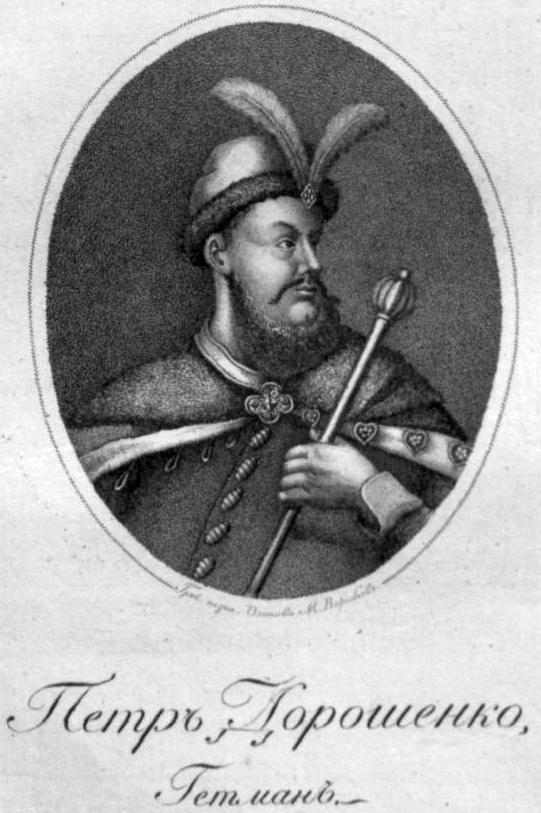
Пётр Дорошенко

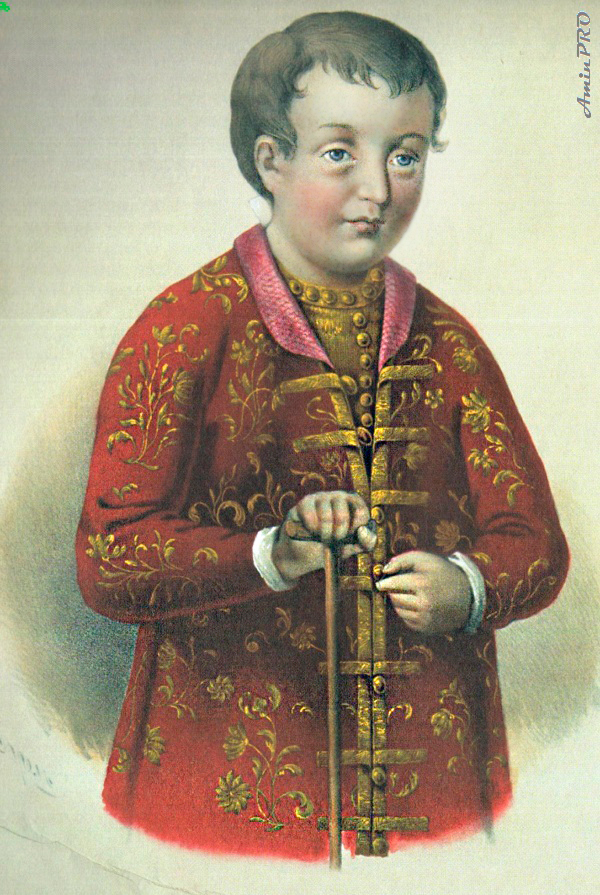
Симеон Алексеевич Романов

Царствование: 1645—1676 — Алексея Михайловича

## События
- 1661—1665 — Западно-Сибирское восстание[1].
- 29 ноября (9 декабря) 1665 года — Алексей Михайлович жалованной грамотой подтвердил Магдебургское право для мещан города Киева, дарованное им королями Польскими[2].
- 1654—1667 — Русско—польская война[3].
  - Осада Ставища[4].
  - Разгром польского войска калмыцкой конницей битве под Белой Церковью[3].
- По указанию Алексея Михайловича при Заиконоспасском мужском монастыре открыта школа для обучения «латыням» и «грамматике»[5], которую возглавил Симеон Полоцкий[6][7][8] .
  - В новооткрытую школу при Заиконоспасском мужском монастыре поступает Сильвестр Медведев, первый российский библиограф. Через двадцать лет усилиями Медведева на основе школы организуется Славяно-греко-латинской Академия, однако от руководства ею он был отстранён из-за опалы[8].
- Воевода, князь Юрий Алексеевич Долгоруков за неповиновение повесил старшего брата Степана Разина — Ивана[9].
- Подписаны Московские статьи — ограничительный договор между гетманом Левобережной Украины Иваном Мартыновичем Брюховецким и царским правительством России[10].
- Гетман Правобережной Украины П.И. Тетеря, вместе с польскими войсками пытался установить свою власть над Левобережной Украиной, но, столкнувшись с недовольством казаков, бежал в Речь Посполитую[11].
- 1665—1676 — черкасский полковник Пётр Дорофеевич Дорошенко избран гетманом Правобережной Украины[12][13]. В 1668 году Дорошенко присягнул России[14].
- Крымский хан Мехмед IV Герай попытался восстановить дипломатические отношения с Русским государством, что резко ухудшило его отношения с турецким султаном. Одновременно хан стремился установить особые отношения с гетманом Правобережной Украины П.Д. Дорошенко, ориентированного на Османскую империю[15].
- 1665—1666 — военный конфликт крымского хана Мехмед IV Герая с Белгородской и Буджакской ордами, в который вмешался силистрийский наместник  Хусейн-паша. Султан требовал от крымского хана прекратить притеснения ногаев, т.к. консолидация военных усилий Ногайских Орд и Крымского ханства была необходима для активной поддержки гетмана Правобережной Украины П.И. Дорошенко, однако крымских хан не подчинился воле султана[15].
- Патриарх Никон выражает желание добровольно оставить патриаршество, если его преемник будет выбран не царём, а церковным собором[16].
- Русская дипломатическая миссия в Речь Посполитую[17].
- Русский посол Бубенной вёл в Урге переговоры о переходе монголов в подданство России.
- В Москве у боярина Артамона Сергеевича Матвеева, появились первые в России зеркала[18].
- Кузнецкий острог отразил нападение киргизов, томских и кузнецких татар, телеутов и джунгаров[19].
- Пожалование Думным дворянином: Хитрово Яков Тимофеевич[20].
- Пожалованы окольничеством: Милославский Иван Богданович, Ордин-Нащокин Афанасий Лаврентьевич[20].
- Пожалованы боярством: Ромодановский Юрий Иванович, Ромодановский Григорий Григорьевич, Черкасский Григорий Сунчальевич[20], И.М. Брюховецкий[2].
- Местничество: Алфимов Назарий Михайлович и Желябужский Иван Афанасьевич[21].

## Города и поселения
- Начало строительство каменных палат Свято-Екатериненской женской обители[22] в честь своей новорождённой дочери.
- Построено второе здания Старого Гостиного двора в Москве[23].
- Ордин-Нащокин Афанасий Лаврентьевич, воевода во Пскове. Инициировал реформу городского самоуправления, значительно ограничившую власть воеводы и передавшую земской избе право судить за все преступления, кроме уголовных и политических (первоначально реформа одобрена царём, но вскоре отменена)[24].
- Албазин основан служилыми, промышленными людьми и крестьянами, бежавшими на р. Амур под началом Черниговского Никифора Романовича[25].
- Перестраивался город-крепость Сургут[26].
- 1664—1665 — построена новая деревянная крепость с 9 башнями в Каргополе (уничтожена пожаром в 1731)[27].
- Основано поселение Егоршино (сов. г. Артёмовский)[28].

## Руководители приказов
| Года      | Приказ                  | Ф,И,О главы                 | Примечания                  |
| --------- | ----------------------- | --------------------------- | --------------------------- |
| 1654—1680 | Оружейная палата        | Хитрово Богдан Матвеевич    |                             |
| 1658—1666 | Ствольный приказ        | Хитрово Богдан Матвеевич    |                             |
| 1664—1680 | Большого дворца         | Хитрово Богдан Матвеевич    |                             |
| 1664—1680 | Судный дворцовый приказ | Хитрово Богдан Матвеевич    | Не путать с Судным приказом |
| 1648-1665 | Стрелецкий приказ       | Милославский Илья Данилович |                             |
| 1648-1666 | Большой казны           | Милославский Илья Данилович |                             |
| 1649-1666 | Иноземский приказ       | Милославский Илья Данилович |                             |
| 1649-1667 | Аптекарский приказ      | Милославский Илья Данилович | Боярин                      |
| 1665-166  | Рейтарский приказ       | Милославский Илья Данилович | Ранее: 1650-1658, 1659-1662 |
| 1664-1665 | Казённый приказ         | Милославский Илья Данилович | Ранее: 1652-1656, 1661-1662 |
| 1656-1666 | Счётный приказ          | Милославский Илья Данилович |                             |
| 1653-1667 | Посольский приказ       | Иванов Алмаз Иванович       |                             |
| 1654-1669 | Печатный приказ         | Иванов Алмаз Иванович       |                             |
| 1663-1670 | Казанского дворца       | Долгоруков Юрий Алексеевич  |                             |
| 1664-1670 | Разрядный приказ        | Башмаков Дементий Минич     | Думный дьяк                 |

## Воеводы[34]
Города по алфавиту
| Года      | Город        | Ф,И,О воеводы               | Примечания                          |
| --------- | ------------ | --------------------------- | ----------------------------------- |
| 21 апреля | Алексин      | Недоброво Алферий           |                                     |
| 1664-1665 | Арзамас      | Волынский Никита Степанович |                                     |
| 1663-1666 | Астрахань    | Одоевский Яков Никитич      | Стольник                            |
| 1664-1665 | Баргузинск   | Самойлов Первой             | Сын боярский                        |
| 1662-1667 | Берёзов      | Давыдов Алексей Петрович    |                                     |
| 1665      | Богородицк   | Хомяков Демид               |                                     |
| 1664-1665 | Болхов       | Елагин Пётр                 |                                     |
| 1664-1665 | Борисоглебск | Бекетов Фёдор               |                                     |
| 1665      | Борисоглебск | Неклюдов Богдан             |                                     |
| 1664-1665 | Боровск      | Унковский Степан            |                                     |
| 1665      | Боровск      | Малышкин Иван               |                                     |
| 1664-1665 | Брянск       | Полев Иван                  | Стольник                            |
| 1664-1665 | Белый        | Зиновьев Пётр               | В другом акте Иван. Смоленская губ. |
| 1664-1666 | Белгород     | Репнин Борис Александрович  | Боярин. Первый раз: 1650-1651       |
| 1664-1665 | Белёв        | Толстой Емельян             |                                     |

## Родились
- Голицын, Дмитрий Михайлович (3 [13] июля 1665, Москва — 14 [25] апреля 1737, Шлиссельбург) — русский государственный деятель, сподвижник Петра I, действительный тайный советник, после смерти Петра I — член Верховного тайного совета.
- Голицын Алексей Васильевич (1665-1740) — государственный и военный деятель, боярин (с 1687)[35].
- Немцов, Иван (1665—1747) — русский кораблестроитель петровского времени, галерный мастер, строитель первых судов русского флота, корабельный подмастерье при Петре I, создал отечественную методику проектирования и строительства типовых галер отечественного флота.
- Архиепископ Питирим (1665, Горицы — 8 (19) мая 1738) — епископ Русской православной церкви, архиепископ Нижегородский и Алатырский.
- Симеон Алексеевич 10 (20) апреля 1665[36] — четвёртый сын царя Алексея Михайловича,[37]. Умер в возрасте 4 лет.

## Умерли
- В апреле 1665 года смертельно ранен мордовскими язычниками архиепископ Рязанский Мисаил на водном пути по реке Цна между селом Конобеево и деревней Ембирной[38]. Умер в селе Агломазово, куда его перевезли после ранения.